# Pessat-Villeneuve

Pessat-Villeneuve este o comună în departamentul Puy-de-Dôme, Franța. În 2009 avea o populație de 501 de locuitori.